# Elizabeth Hartman
Mary Elizabeth Hartman (ur. 23 grudnia 1943 w Youngstown, zm. 10 czerwca 1987 w Pittsburghu) – amerykańska aktorka, nominowana do Oscara i Złotego Globu za pierwszoplanową rolę w filmie W cieniu dobrego drzewa.

## Życiorys

### Wczesne lata
Urodziła się w Youngstown, w stanie Ohio, gdzie stała się znana jako patronka teatru Youngstown Playhouse, w którym występowała jako "Biff" Hartman. Po zdobyciu cennego doświadczenia pracy scenicznej, Elizabeth przeniosła się do Nowego Jorku. Tu w 1964 roku wystąpiła na Broadwayu w sztuce Everybody Out, the Castle is Sinking.

### Kariera filmowa i teatralna
W 1964 roku aktorka bierze udział w testach ekranowych dla wytwórni Metro-Goldwyn-Mayer i Warner Bros. Jesienią tego samego roku aktorka otrzymuje rolę w filmie W cieniu dobrego drzewa u boku Sidneya Poitiera i Shelley Winters. Za debiutancką rolę na dużym ekranie, Hartman otrzymała nominację do Złotego Globu i Oscara (w czasie otrzymania nominacji Hartman miała 22 lata, więc była ówcześnie najmłodszą nominowaną aktorką w tej kategorii, w przeciągu całej historii nagrody). Pojawiło się uznanie krytyków filmowych, o czym z dumą informowało rodzinne miasto aktorki. W 1966 roku aktorka otrzymała nagrodę National Association of Theater Owners.
Następnie aktorka wystąpiła w trzech świetnie przyjętych filmach: Przyjaciółkach, Żydzie Jakowie oraz Jesteś już mężczyzną, za który otrzymała nominację do Złotego Globu dla najlepszej aktorki w filmie komediowym lub musicalu. W 1973 roku występuje w obrazie Z podniesionym czołem, w którym wciela się w postać żony szeryfa Buforda Pussera. Dziewięć lat później użycza głosu w filmie animowanym The Secret of NIMH. Jest jej to ostatnia rola.
W 1975 roku aktorka występowała w sztuce Balaam, opowiadającej o intrydze politycznej w Waszyngtonie. Na scenie grała u boku Petera Brandona, Howarda Whalena i Eda Harrisa.

### Ostatnie lata
Przez większość życia, Hartman cierpiała na depresję. W późniejszych latach jej stan zdrowia psychicznego nadal się pogarszał; aktorka przeniosła się do Pittsburgha, w stanie Pensylwania, aby być bliżej rodziny. W 1984 roku rozwiodła się z mężem, scenarzystą Gillem Dennisem, po pięciu latach małżeństwa. W ostatnich latach życia, aktorka pracowała w muzeum w Pittsburghu, leczyła się również w przychodni psychiatrycznej. Jednak w dniu 10 czerwca 1987 roku Hartman zmarła w wyniku obrażeń spowodowanych upadkiem z piątego piętra swojego mieszkania, co zostało uznane za samobójstwo. Wcześniej tego ranka aktorka miała podobno w rozmowie z psychiatrą powiedzieć, że czuje się źle.
Hartman została pochowana w Forest Lawn Memorial Park Cemetery w swoim rodzinnym mieście.

## Filmografia
Filmy fabularne
- 1982: Dzielna pani Brisby (The Secret of NIMH) jako Pani Brisby (głos)
- 1981: Full Moon High jako Panna Montgomery
- 1980: Willow B: Women in Prison jako Helen
- 1973: Z podniesionym czołem (Walking Tall) jako Pauline Pusser
- 1972: In Pursuit of Treasure
- 1971: Oszukany (The Beguiled) jako Edwina
- 1968: Żyd Jakow (The Fixer) jako Zinaida
- 1966: Jesteś już mężczyzną (You're a Big Boy Now) jako Barbara Darling
- 1966: Przyjaciółki (The Group) jako Priss
- 1965: W cieniu dobrego drzewa (A Patch of Blue) jako Selina D'Arcey

Seriale telewizyjne
- 1975: Doctors' Hospital jako Bobbie Marks
- 1975: Wide World Mystery jako Camilla
- 1973: Love, American Style jako Wilma More
- 1971: Night Gallery jako Judith Timm

## Nagrody
- Złoty Glob Najbardziej obiecująca aktorka: 1966 W cieniu dobrego drzewa